# El cercle vermell
 El cercle vermell (títol original en francès: Le Cercle rouge) és una pel·lícula franco-italiana dirigida per Jean-Pierre Melville, estrenada el 1970.
No té cap relació amb el llibre de Maurice Leblanc igualment titulat El Cercle vermell.
Ha estat doblada al català.

## Argument
Després de cinc anys d'empresonament en un establiment penitenciari de Marsella, Corey (Delon) està a punt de ser alliberat. El dia abans de la seva sortida, el cap de la presó li proposa un negoci. Aviat lliure, Corey ret visita al seu ancià comparsa, anomenat Rico, capo enriquit, convertit en amant de la seva amiga. Corey obliga el malfactor a donar-li una suma de diners important. Amargat, aquest despatxa dos esbirros darrere Corey. En una sala de billar, Corey agafa una queue cua i, amb l'ajuda d'un guix vermell, traça un cercle que omple a continuació, abans de dispersar les boles. Els homes de Rico arriben, l'entrevista s'acaba en sang. Però Corey se'n va indemne. Compra un Plymouth Fury III de 1966, i intenta tornar al seu domicili del districte 16 de París.
Durant aquest temps, un malfactor de nom Vogel (Gian Maria Volontè) és escortat pel comissari Mattei (Bourvil) de Marsella a París pel tren de nit. Malgrat la vigilància del policia, Vogel s'evadeix saltant per la finestra del tren. Aconsegueix escapar als trets del comissari així com a les batudes dels gendarmes i dels seus gossos. Al final d'una esgotant fugida a peu, es para davant un restaurant de vora de carretera ("Relairoute") i s'esquitlla al maleter obert d'un cotxe que resulta ser el de Corey.
Els dos homes fan amistat de seguida. Dos nous esbirros de Rico arriben, per desgràcia seva. Vogel i Corey decideixen associar-se, roben una joieria a la plaça Vendôme. El robatori no surt sobretot per l'habilitat de Jansen (Montand), vell policía alcohòlic – ara sobri - i tirador d'excepció.
Es queda per confiar les joies robades a un encobridor que accepta córrer el risc, i això complicarà la vida per a Corey, Vogel i Jansen.

## Repartiment
- Alain Delon: Corey
- André Bourvil: el comissari François Mattei
- Gian Maria Volonte: Vogel
- Yves Montand: Jansen
- François Périer: Santi
- Paul Crauchet: l'encobridor
- Paul Amiot: l'inspector general de la polícia
- Pierre Collet: el guardià de la presó
- André Ekyan: Rico
- Jean-Pierre Posier: l'ajudant de Mattei
- Yves Arcanel: el jutge d'instrucció
- René Berthier: El director de la PJ
- Jean-Marc Boris: el fill Santi
- Jean Champion: el guardabarreres
- Yvan Chiffre: un policía
- Anna Douking: la vella amiga de Corey (com Ana Douking)
- Robert Favart: el venedor a cal Mauboussin
- Roger Fradet: un policía
- Édouard Francomme: el guardia del billar (comme Edouard Francomme)
- Jacques Galland: el cap del tren
- Jean-Pierre Janic: Paul, l'home de Rico
- Pierre Lecomte: l'adjunt de l'IGS

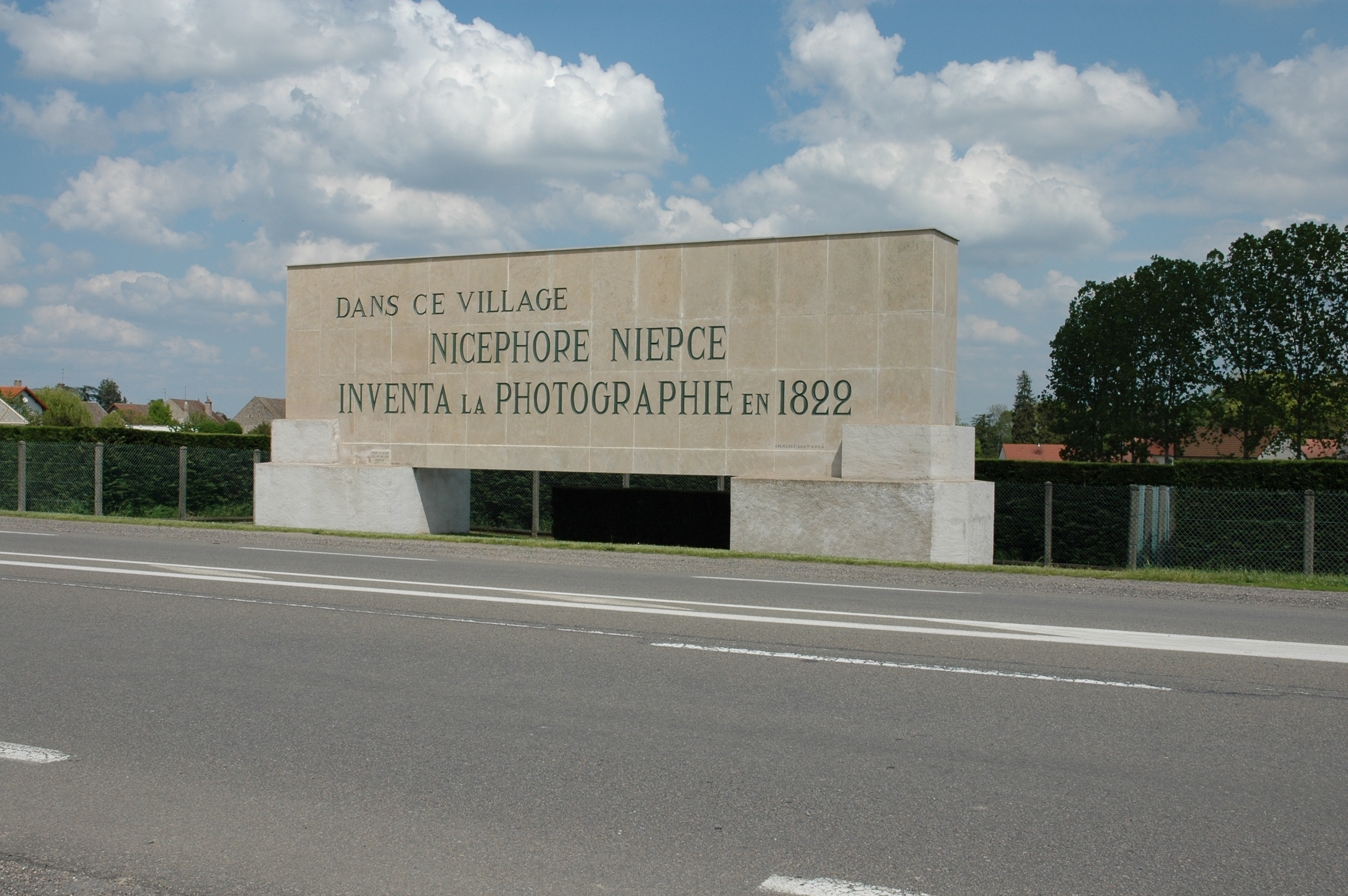
Saint-Loup-de-Varennes, escena on Corey troba la primera barrera policíaca
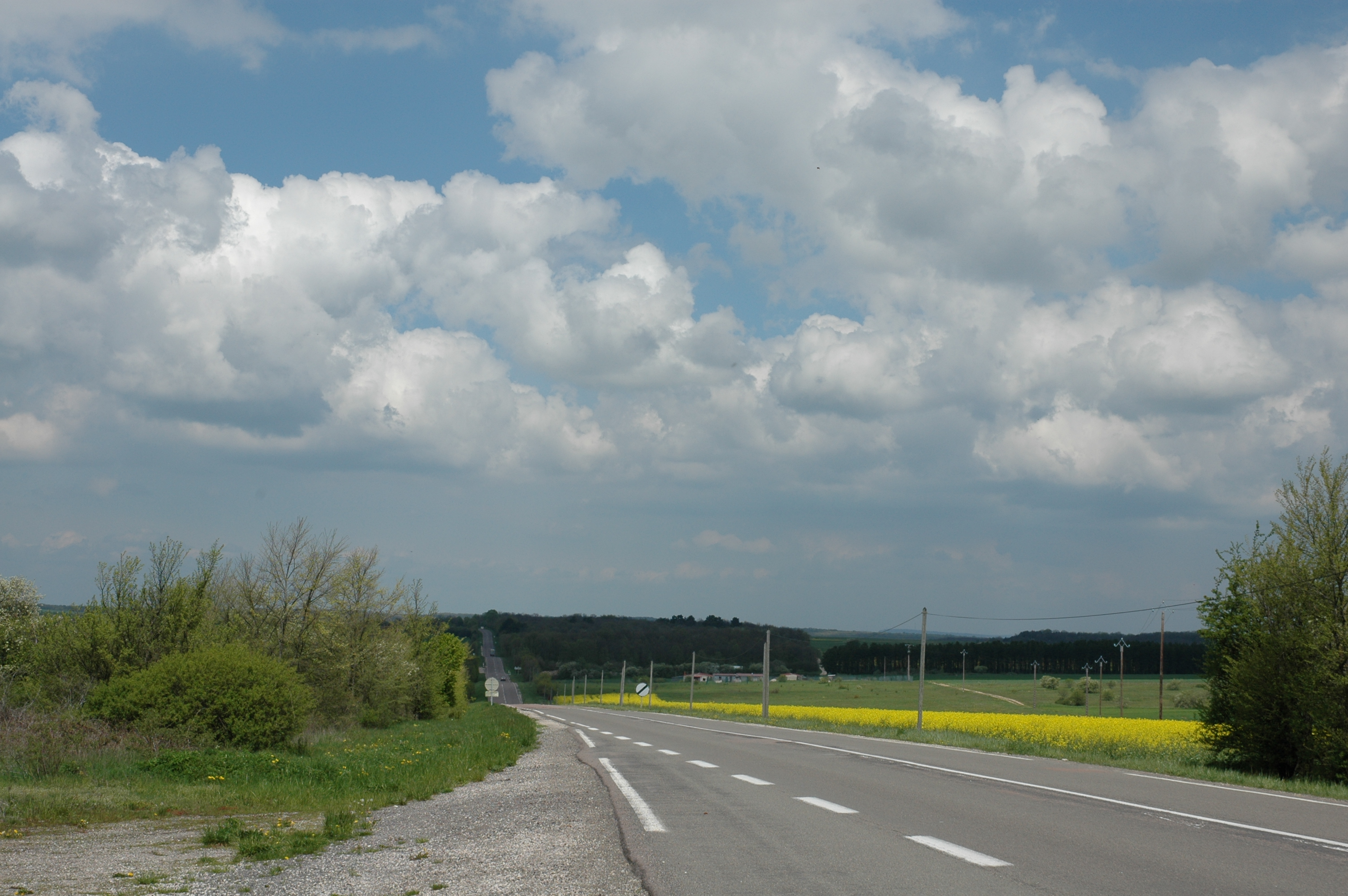
Relaisroute Bel-Air La Rochepot, vista en direcció a París, escena on Corey para el seva Fury per prendre un àpat en un relaisroute
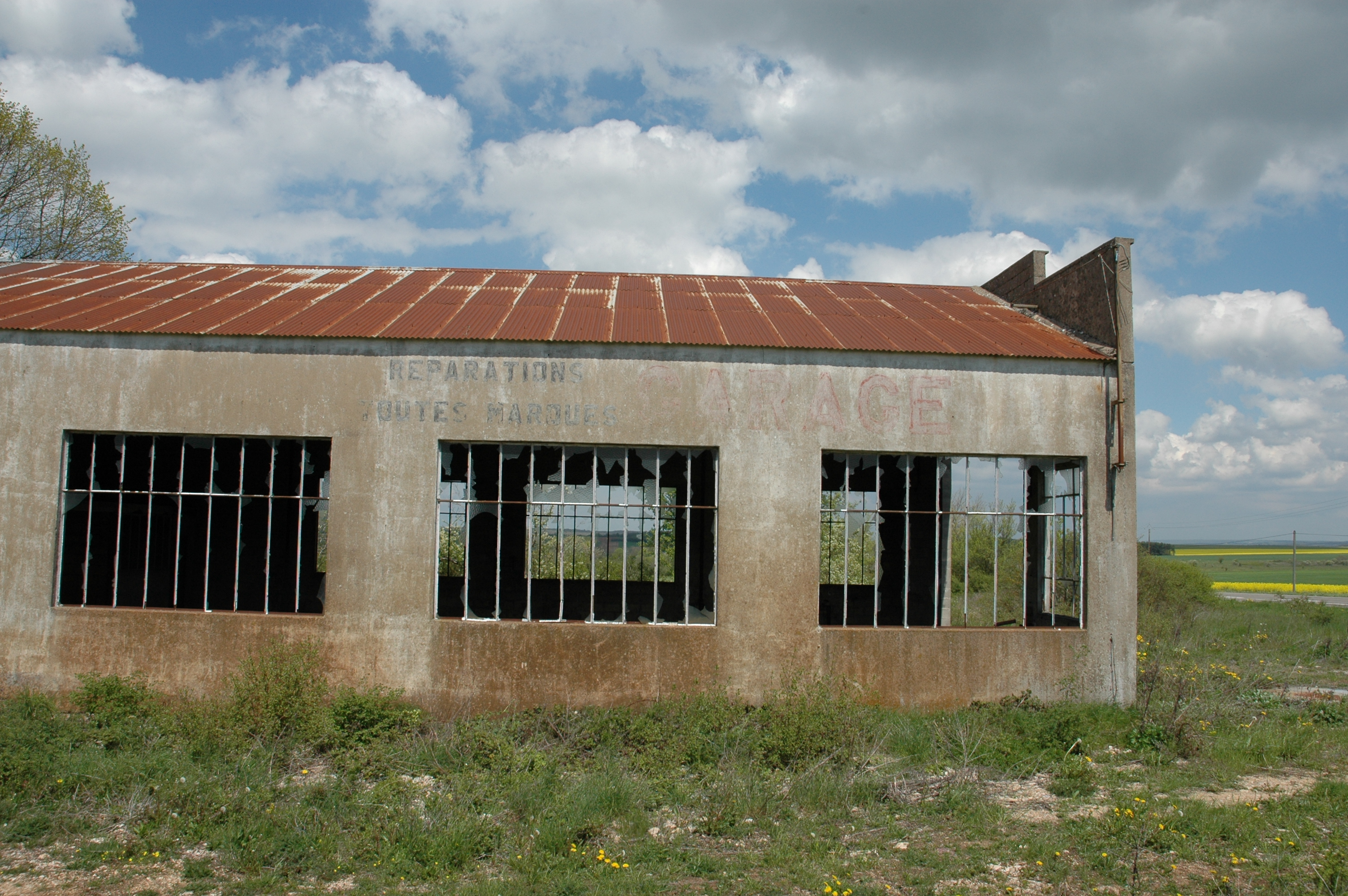
Garatge del relaisroute Bel-Air, La Rochepot, escena on Corey para el seva Fury per prendre un àpat en un relaisroute
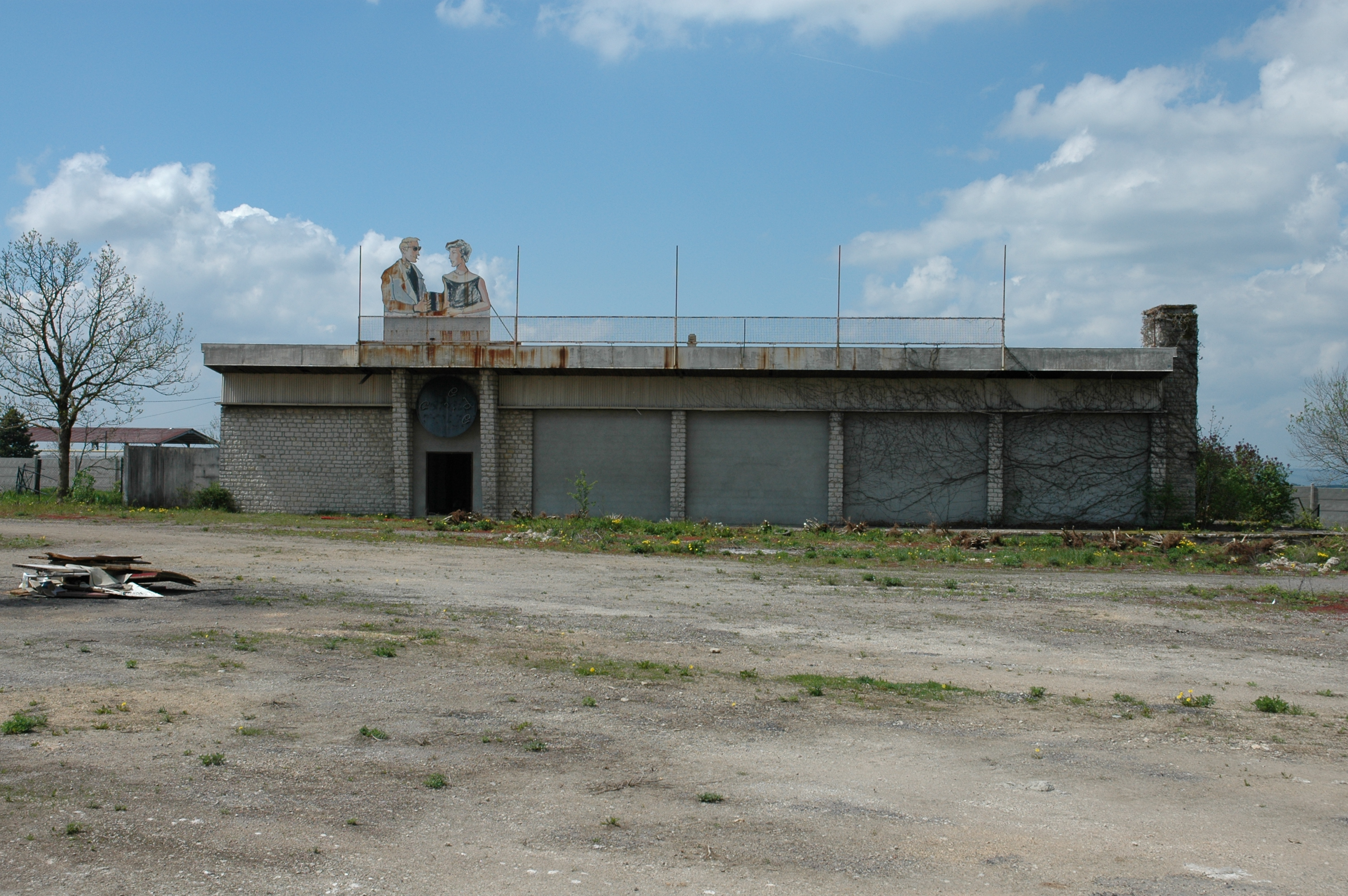
Relaisroute Bel-Air La Rochepot, escena on Corey pren un àpat en un relaisroute
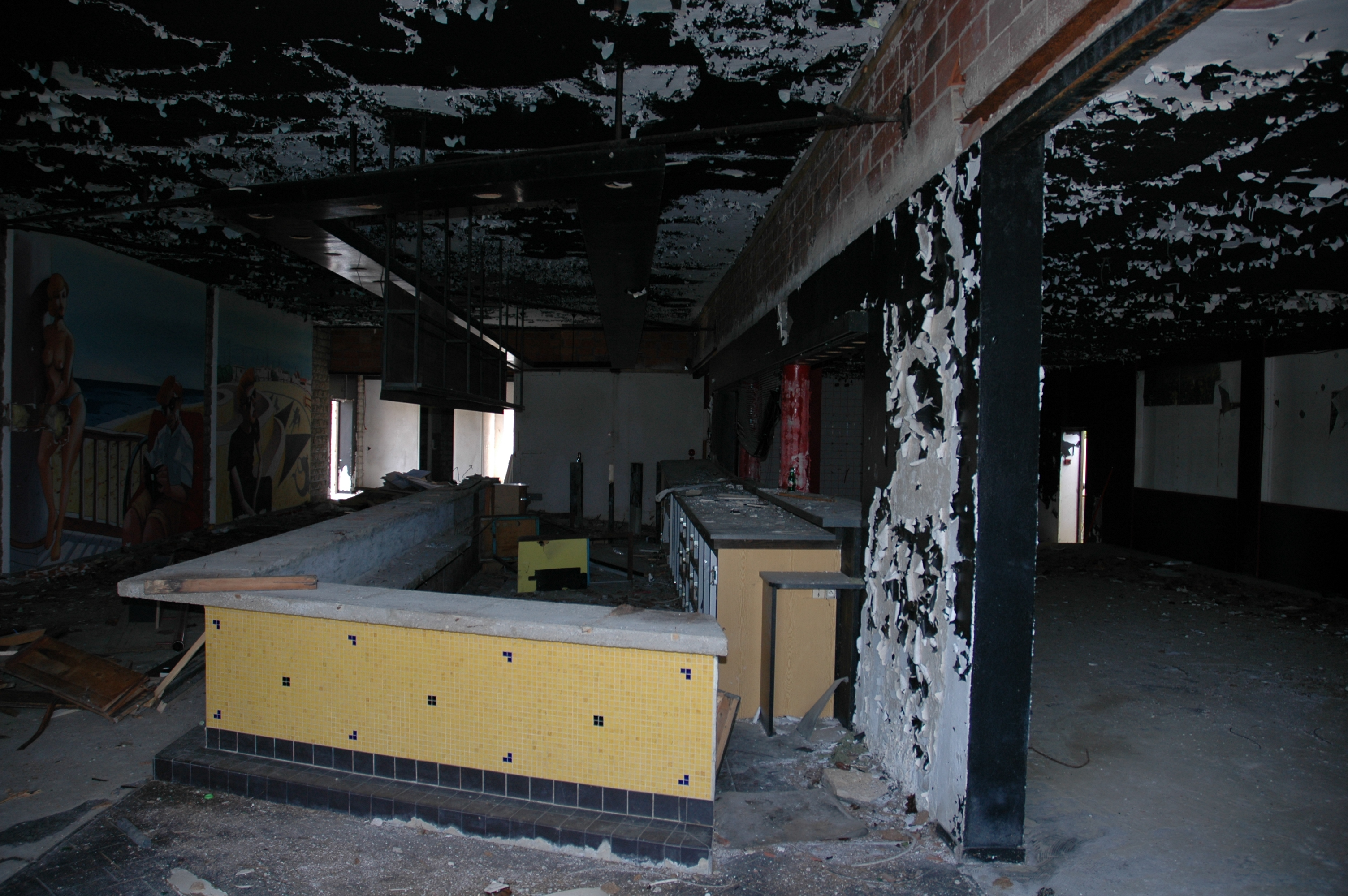
Dins del relaisroute Bel-Air
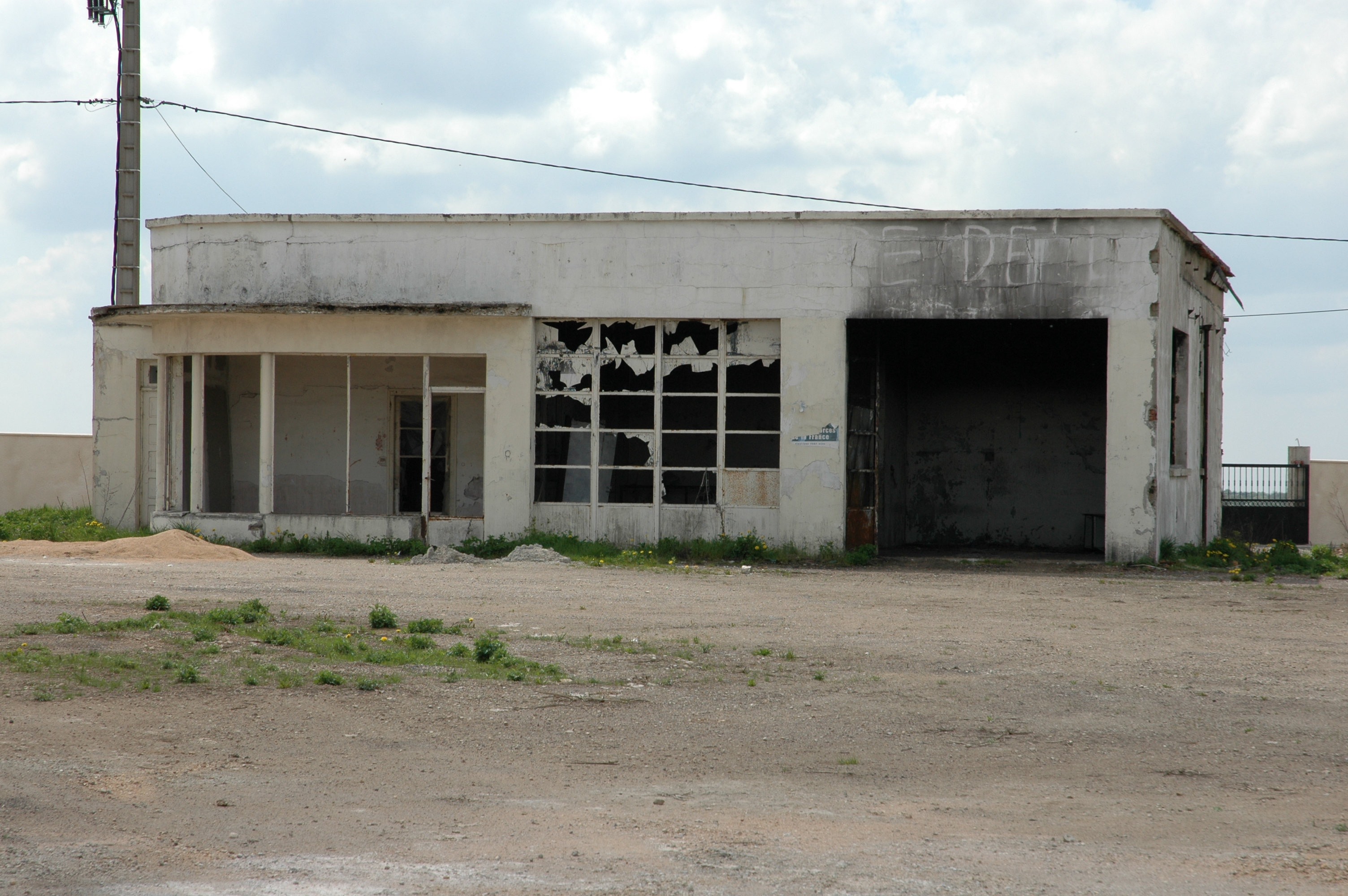
Estació del relaisroute BEL-Aire

## Càsting
- Jean-Pierre Melville havia previst inicialment un repartiment totalment diferent: Lino Ventura: comissari Mattei; Paul Meurisse: Jansen; Jean-Paul Belmondo: Vogel.
- És la penúltima pel·lícula de Bourvil, llavors ja víctima de la malaltia de Kahler, i igualment l'única pel·lícula on surt als crèdits amb el seu nom: André Bourvil.
- Melville ha rodat una segona presa de final de la pel·lícula. És una broma feta per Bourvil abans del rodatge de l'últim pla de la pel·lícula: es veu el comissari Mattei, que diu al seu adjunt, que el seguiria:

| « | Sap com he fet per arribar a la solució d'aquest tema?... Eh bé, és simplement aplicant... | » |

 i en aquest instant entona a cappella La Tàctica del gendarme. Aquest document sonor de 53 segons, va ser presentat pel mateix Melville després de la mort de l'actor.
- Jean-Marc Boris, qui interpreta el fill Santi  finalment no farà carrera en el cinema: just algunes aparicions sovint que no surten als crèdits.